# クインス
クインス (Quince) は、2009年に千葉工業大学未来ロボット技術研究センター、国際レスキューシステム研究機構、東北大学未来科学技術共同研究センターを中心とするグループが開発したレスキューロボットである。

## 開発コンセプト
CBRNE災害（化学・Chemical、生物・Biological、放射性物質・Radiological、核・Nuclear、爆発物・Explosive）の際に、消防等の隊員に代わって現場に進入し、状況調査を行うことを目的に研究開発が進められた。特に閉鎖空間（地下,ビル内）は危険性が高く、隊員の二次災害を防止するためにロボットに対する期待が高く、以下の能力の獲得が求められた。
- 地震災害におけるLSI工場の汚染状況調査
- 化学プラントの化学物質漏洩、爆発事故調査
- 地下鉄サリン事件のようなテロ

## 特徴
- 階段や瓦礫などを含む災害空間における高い走行性能
- 災害空間での活動や汚染物質除去に不可欠な防塵防水
- 予期せぬ落下時でも機能を持続できる耐久性
- 物体や空間の３次元形状の計測，映像，音声情報のマッピング
- 複数台のQuinceからの情報の統合と記録
- あらゆる災害に必要な基本機能に加え，災害に応じてオプション機能を選択して搭載

## 福島第一原発事故への投入
当初、原発災害用には作られていなかったが、2011年3月11日の東日本大震災時に起きた福島第一原子力発電所事故後に改良が加えられ、同年6月に投入された。
2011年10月20日、クインス1号は遠隔操作する為のケーブルのトラブルで通信が途絶えた為、翌2012年2月に改良型のクインス2号と3号の2台が追加投入された。2台には通信のバックアップ機能が備わり、線量計や温度計に加えて、空気中のちりを採取する「ダストサンプラー」や3次元スキャナーなども搭載された。